# Ернст Кречмер
Ернст Кречмер (нім. Ernst Kretschmer; 8 жовтня 1888 — 9 лютого 1964) — німецький психіатр і психолог, євгенік; професор Тюбінгенського університету, директор неврологічних клінік у Марбурзі і Тюбінгені. Академік Академії наук НДР, почесний член багатьох наукових і медичних організацій. Його роботи неодноразово удостоювалися вищих міжнародних нагород.
Відомий дослідженнями в області медичної психології і психотерапії, а також своєю теорією типології темпераментів у зв'язку з тілесною статурою людини.

## Біографія
У 1906 році приступив до вивчення філософії, всесвітньої історії, літератури та історії мистецтв у Тюбінгені, але через два семестри змінив спеціалізацію і став вивчати медицину, спочатку у Мюнхені, де на нього особливо сильний вплив зробили психіатричні заняття Е. Крепеліна, потім на стажуванні в госпіталі «Eppendorf» у Гамбурзі і в Тюбінгені, у Р. Гауппа, під керівництвом якого підготував і захистив у 1914 році докторську дисертацію на тему «Розвиток марення і маніакально-депресивний симптомокомплекс».
Зі вступом на військову службу займався організацією неврологічного відділення військового госпіталю в Бад-Мергентгаймі. У 1918 році перебрався до Тюбінгена, де працював приват-доцентом, у цей час опублікував свою роботу «Сензитивні марення відношень» (нім. Der sensitive Beziehungswahn, 1918), яку К. Ясперс оцінив як «близьку до геніальної». У 1926 році Кречмер був запрошений як ординарний професор психіатрії і неврології в університет Марбурга. У 1946—1959 роках він працював професором і директором Неврологічної клініки в університеті Тюбінгена. Після передачі клініки учням Кречмер організував власну лабораторію конституціональної і трудової психології, якою керував до своєї смерті.

## Типологія темпераментів на основі тілостатури
Серед його публікацій (їх понад 150) особливе місце займають роботи по співвідношенню конструкції тіла і характеру. На початку 20-х років він пережив особливий творчий підйом, і в цей час з'явилася основна його робота, що принесла йому всесвітню популярність, — «Будова тіла і характер» (нім. Körperbau und Charakter, 1921). У ній було описано обстеження близько 200 хворих — на підставі безлічі обчислень співвідношення частин тіла Кречмер виділив основні типи будови тіла (чітко виражені — лептосомний, або психосоматичний, пікнічеський, атлетичний, і менш визначений — диспластичний). Ці типи конструкцій він співвідніс з описаними Крепеліном психічними захворюваннями — маніакально-депресивним психозом та шизофренією, і виявилось, що існує певний зв'язок: до маніакально-депресивних психозів більш схильні люди з пікнічеським типом конструкції тіла, а до шизофренії — з лептосомним.
Далі він зробив мало обґрунтоване припущення, що ті ж особливості темпераменту, які є основними при душевних захворюваннях, можуть бути виявлені лише при меншій їх вираженості, і у здорових індивідів. Відмінність між хворобою і здоров'ям, за Кречмером, лише кількісне: будь-якому типу темпераменту властиві психотичні, психопатичні і здорові варіанти психічного складу. Кожному з основних психічних (психотичних) захворювань відповідає певна форма психопатії (циклоїдна, шизоїдна), а також визначений «характер» (точніше, темперамент) здорової людини (циклотимічний, шизотимічний).
Найбільш схильні до психічних захворювань пікнік і психосоматик. Циклотимічний характер при надмірній вираженості може доходити через уже анормальну циклоїдну варіацію характеру, до маніакально-депресивного психозу. При шизотимічній формі темпераменту, у разі відхилення від норми, виникає шизоїдія, яка трансформується при форсуванні хворобливих ознак у шизофренію.
Пізніше Кречмер виділив сім темпераментів, співвіднесених з трьома основними групами:
- Циклотимічний, на основі пікнічної статури (а: гипоманічний, б: синтонний, в: флегматичний);
- Шизотимічний, на основі лептомсомної конструкції (а: гиперестетичний, б: власне шизотимічний, в: анестетичний);
- В'язкий темперамент, на основі атлетичної статури, як особливий вид темпераменту, що характеризується в'язкістю, складністю перемикання і схильністю до афектних спалахів, найбільш схильний до епілептичних захворювань.

Як основні властивості темпераменту Кречмер розглядав чутливість до подразників, настрій, темп психічної діяльності, психомоторику, індивідуальні особливості, які кінець кінцем обумовлені хімізмом крові. У своїй роботі «Геніальні Обличчя» (нім. Geniale Menschen, 1929), для якої почав готувати матеріали ще у 1919 році, Кречмер зробив спробу перенесення свого вчення про типи конституції в область «наук про дух». Проводив дослідження конструкційних особливостей злочинців, на основі чого давав рекомендації про проведення з ними реабілітаційної роботи. Надалі спробував підвести під своє учення біологічний базис — на основі розуміння конструкції організму, як визначуваного індивідуальними особливостями роботи системи залоз внутрішньої секреції (нім. Körperbau und Charakter: Untersuchungen zum Konstitutionsproblem und Lehre von den Temperamenten, 1951).
Починаючи з 1946 року, Кречмер займався також обширними дослідженнями морфології і фізіології розвитку, дитячою і юнацькою психопатологією. Велику популярність йому принесла розроблена ним ще у 1923 році психотерапевтична методика «гіпноз активний ступінчастий» (нім. Über gestufte aktive Hypnoseübung und den Umbau der Hypnosetechnik «Dtsch. med. Wschr.», 1946), заснована на опрацьовуванні пацієнтом імажинативних образів. Ввів поняття «ключової психічної травми», як тієї, що зачіпає найуразливіші сфери переживань.

## Найвідоміші праці
- Medizinische Psychologie, Stuttgart, 1922.
- Konstitution und Psychose, 1926;
- Der Tonus als Konstitutionsproblem, 1941;
- Das Ende den Rassenwahn, 1945;
- Goethe als Patient, 1948;
- Hystery, Reflex und Instinkt, Stuttgart, 1948;
- Psychotherapeutische Studien, Stuttgart, 1949;
- Der schizophrene Mensch und seine Behandlung, 1961;
- Gestalten und Gedanken, 1963.